# FVBD
FVBD ist eine in der Veterinärmedizin verwendete Abkürzung für durch Vektoren übertragene Krankheiten bei Katzen. Die Abkürzung steht für Feline Vector-borne Diseases. Als Vektoren dienen verschiedene blutsaugende Gliederfüßer wie Flöhe, Läuse, Zecken, Stechmücken und Sandmücken. FVBD kommen weltweit vor und gehören durch den Reiseverkehr und die Ausbreitung der Vektoren durch den Klimawandel zu den emerging diseases. Die Erkrankungen können aber auch durch Bluttransfusionen übertragen werden und sollten daher bei Spendertieren ausgeschlossen werden. Wie bei den vektorübertragbaren Erkrankungen bei Hunden (CVBD) haben insbesondere die Bartonellosen, Rickettsiosen und die Pest eine Bedeutung für den Menschen im Sinne einer Zoonose. Die Bekämpfung der FVBD erfolgt durch konsequenten Schutz vor Ektoparasiten durch den Einsatz von Antiparasitika mit schneller Abtötung (speed-of-kill).

## Übersicht zu den FVBD

### Bartonellosen
Die Bartonellosen werden durch verschiedene Bakterien der Gattung Bartonella verursacht und sind die FVBD mit der derzeit größten zoonotischen Bedeutung. Bei den meisten Katzen verlaufen Bartonellosen subklinisch, also ohne deutliche Krankheitssymptome. Der wichtigste Überträger ist der Katzenfloh, wobei die Übertragung auf andere Katzen oder den Menschen am häufigsten durch Kratzverletzungen durch mit Flohkot kontaminierte Krallen erfolgt. Neben der relativ harmlosen Katzenkratzkrankheit kommen aber auch schwere neurologische Erkrankungen vor. Der Schutz vor der Krankheit besteht in einer konsequenten Flohprophylaxe und die Vermeidung von Kratzverletzungen (Krallen stutzen, eingeschränkter Kontakt) bzw. deren sofortige Reinigung und Desinfektion. Insbesondere Menschen mit einem geschwächten Immunsystem sollten nur Katzen in ihren Haushalt aufnehmen, die über ein Jahr alt sind, aus einer Einzelhaltung stammen und die flohfrei sind. Bei solchen Tieren ist es unwahrscheinlich, dass eine Bakteriämie vorliegt.

### Feline Infektiöse Anämie
Die Feline Infektiöse Anämie wird durch hämotrope Mykoplasmen hervorgerufen, die nur auf roten Blutkörperchen überleben können. Sie kommt weltweit vor, als primärer Vektor gilt der Katzenfloh. Betroffen sind vor allem geschwächte Tiere mit einer reduzierten Immunabwehr. Bei diesen verursacht die Infektion eine makrozytäre, normo- oder hypochrome hämolytische Anämie. Zur Behandlung werden Antibiozitka wie Doxycyclin eingesetzt, allerdings bleiben die Tiere vermutlich lebenslang Träger des Erregers. Ob die Erkrankung eine Bedeutung als Zoonose hat, ist nicht eindeutig geklärt.

### Rickettsiose
Das Flohfleckfieber (Syn. Katzenflohtyphus, cat flea typhus) gehört zu den Rickettsiosen und wird durch Rickettsia felis verursacht. Es kommt weltweit vor. Katzen erkranken nicht, es ist bislang noch nicht einmal gelungen, den Erreger aus dem Blut von Katzen zu isolieren. Dafür lässt sich R. felis aus dem Blut von Hunden und aus Katzenflöhen isolieren. Vermutlich spielen Katzen nur bei der Aufrechterhaltung der Katzenflohpopulation eine epidemiologische Rolle. Beim Menschen treten Erythem, Maculae, Papeln, Krusten, Fieber, Müdigkeit und Kopfschmerzen auf.

### Cytauxzoonose
Die Cytauxzoonose ist eine bei Katzen in den zentralen und östlichen Südstaaten der USA vorkommende bakterielle Erkrankung, die durch Zecken übertragen wird. Der Erreger zerstört die roten Blutkörperchen und verursacht eine Blutarmut (Anämie). Zur Behandlung wird Diminazen eingesetzt. Der Mensch ist nicht gefährdet. 

### Pest
Die Pest kommt nur noch in einigen Endemiegebieten in Afrika, Amerika und Asien vor. Katzen sind für den Erreger Yersinia pestis sehr empfindlich. Die Übertragung erfolgt durch Flöhe von Nagetieren oder die Aufnahme von Kleinsäugern. Bei Katzen kommt es zur Anschwellung der Kopflymphknoten (Unterkieferlymphknoten, Retropharyngeallymphknoten), gelegentlich treten auch ein septischer Schock oder schwere Lungenentzündungen auf. Eine Übertragung von der Katze auf den Menschen ist sowohl durch Biss- und Kratzverletzungen als auch durch Tröpfcheninfektion oder indirekt durch Flöhe möglich.

### Tularämie
Die Tularämie ist eine in Europa und Nordamerika vorkommende Erkrankung bei Hasenartigen und anderen Kleinsäugern. Katzen können sich durch die Aufnahme infizierter Tiere anstecken und entwickeln Lymphknoten-, Milz- und Leberschwellungen. Durch Bisse können infizierte Katzen die Tularämie auch auf den Menschen übertragen.

### Babesiose
Die Babesiose der Katzen wird durch Babesia felis verursacht und durch Zecken übertragen. Die Erkrankung kommt nur im südlichen Afrika vor und ist für den Menschen ungefährlich. Bei Katzen verursacht sie eine Zerstörung der roten Blutkörperchen und damit eine mehr oder weniger ausgeprägte Blutarmut (Anämie).

### Weitere Erkrankungen
Darüber hinaus existieren eine Reihe weiterer vektorübertragener Erkrankungen, die Katzen befallen können. Selten können Katzen auch an eher für Hunde typischen Krankheiten wie der Herzwurmerkrankung, der Leishmaniose, der Ehrlichiose und der Anaplasmose erkranken.